# 法国国家预防性考古研究所
法国国家预防性考古研究所（L' Institut national de recherches archéologiques préventives，Inrap）是隶属于法国文化部的公共机构，依照2001年2月17日通过的预防性考古法案成立。Inrap的职责是完成由国家指定的预防性考古任务，执行科学研究计划，向公众传播文化与考古知识。该机构的前身为成立于1973年的国家考古发掘协会（AFAN）。
Inrap由法国文化部和法国高等教育和研究部共同负责。

## 职责
根据Inrap前任主席让-保罗·德穆勒的说法，预防性考古法案规定，任何工程开工之前必须由地方文化事务局（Drac, ）事先进行评估，以确定是否有必要进行“诊断性勘探”工作。

因此，Inrap的职责之一便是执行上述诊断性勘探工作。简言之，如果地方文化事务机构认为某项工程所动用的土地具备可能的考古价值，就会要求在工程开始前执行诊断性勘探。如果在诊断性勘探过程中发现有必要进行预防性挖掘，则会将挖掘任务通过招标程序分配给专业机构。此外，Inrap亦负责考古技术研究以及成果传播，并推动考古知识的传播普及。

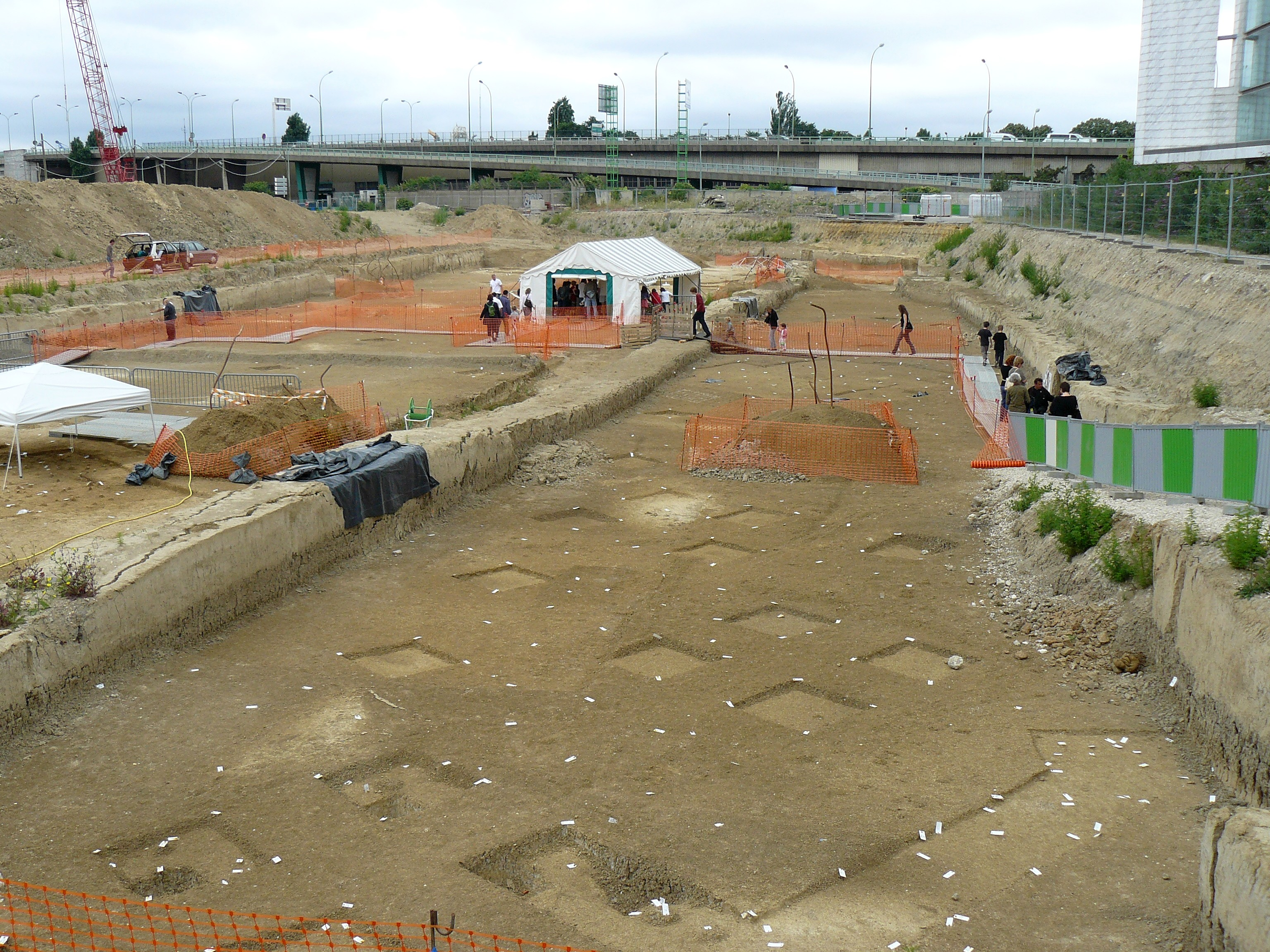
2008年在巴黎15区亨利-法曼街（法语：Rue Henry-Farman）对中石器时代遗址的露天发掘。
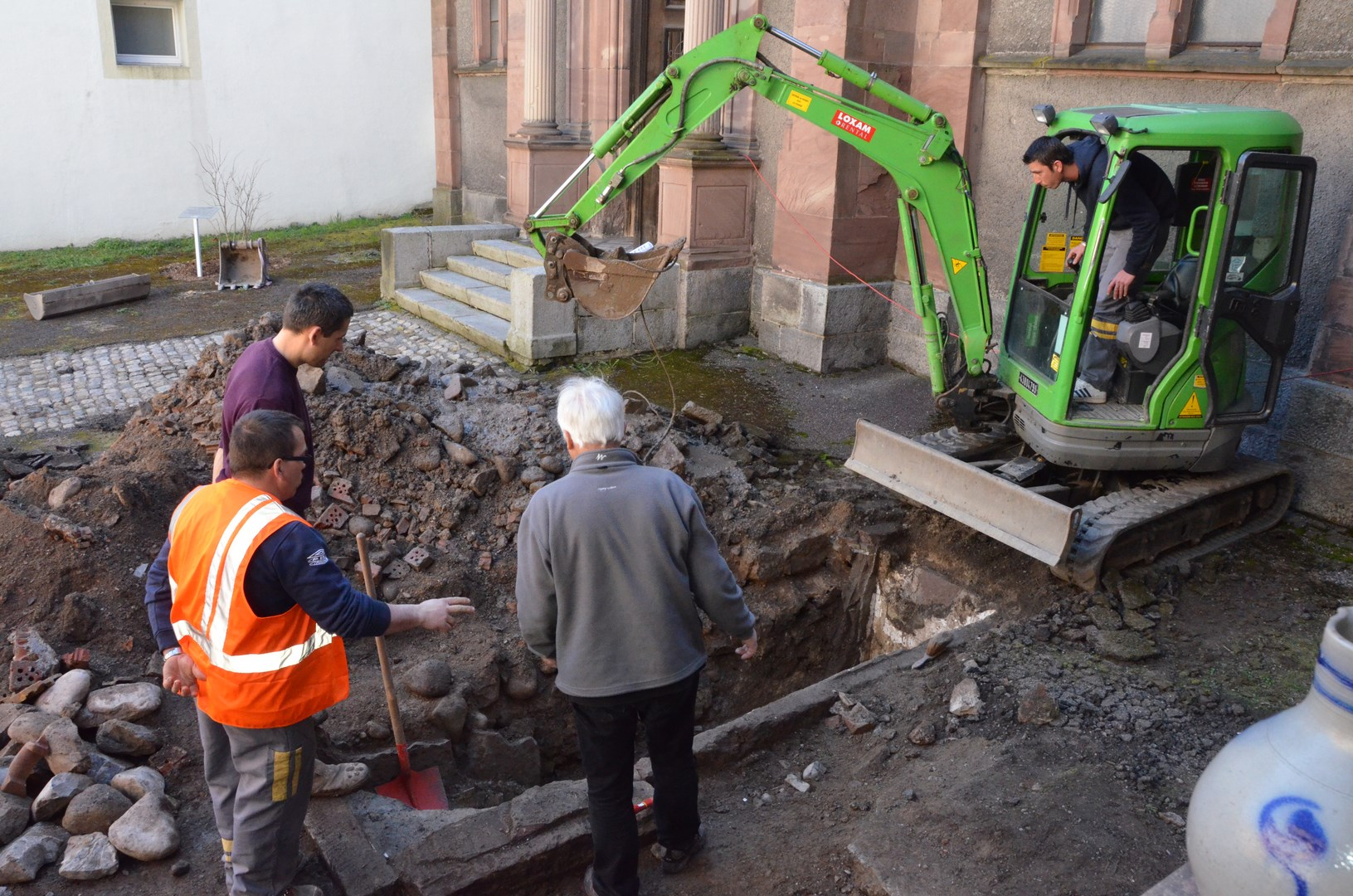
2014年在法国上莱茵省坦恩犹太教堂（法语：Synagogue de Thann）进行的机械发掘工作。
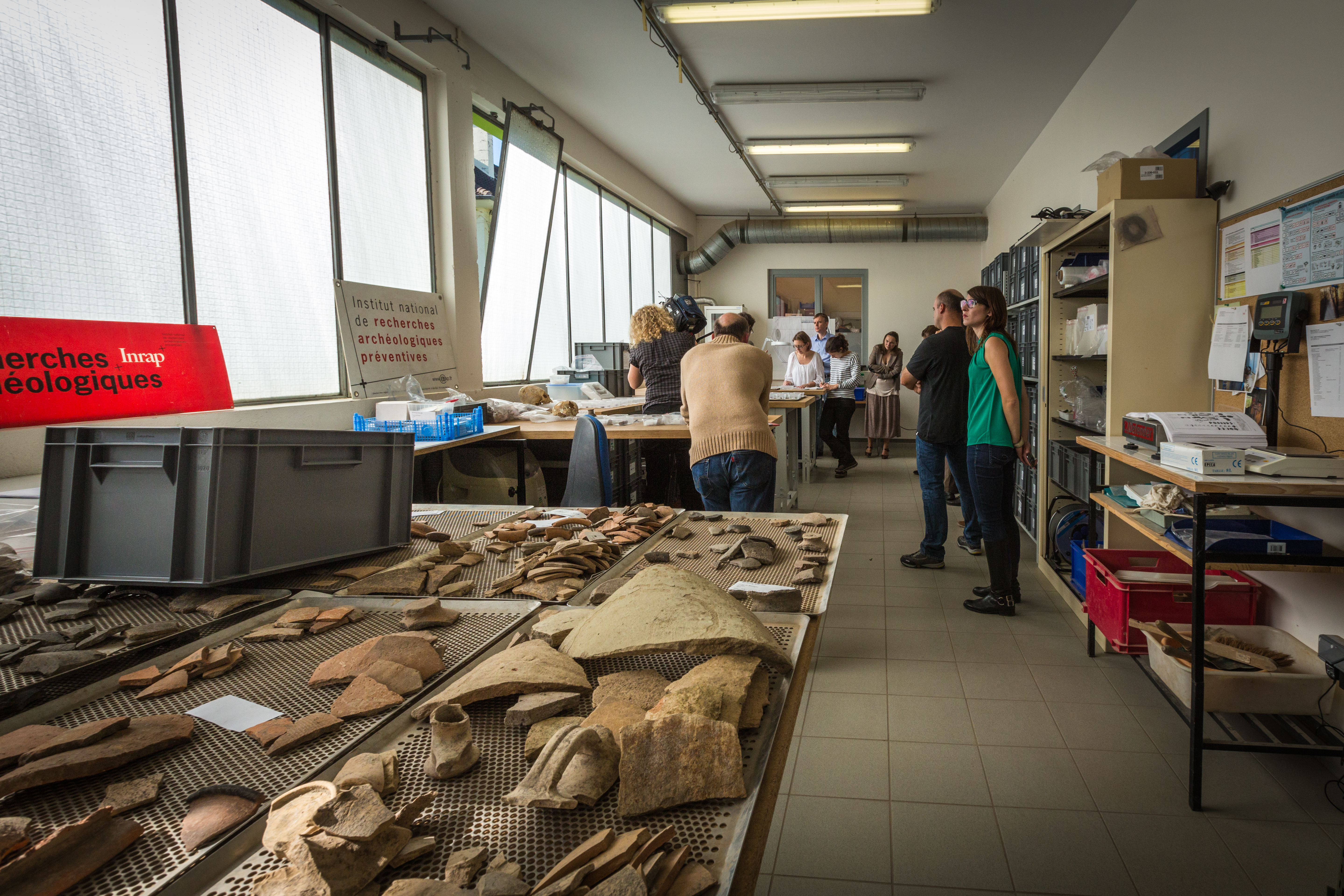
2013年法国下莱茵省奥贝奈的出土文物展览。

### 预防性考古工作
诊断性勘探涉及对工程土地动用面积的10%进行机械勘测，以评估土地潜在的考古价值。勘探的首要目的是确定是否存在可能的考古遗迹，如存在，则以考古遗迹位置确定挖掘深度，并评估这些遗迹的性质、范围、密度，以及保存完好度。随后，勘探团队将依据取得的信息整理一份报告，送予地方考古部门（SRA）评估。
一旦发现有价值的考古遗迹，就会在后续土地工程开工前开展考古发掘工作。发掘区域集中在遗迹中较为重要的部分，以采集和分析相关数据，这有助于全面理解遗迹的演变历程
发掘完成后，考古学家会分析与阐释实地采集到的数据。这些结果最终被整理为报告，作为后续科学出版物的基础。

### 研究
Inrap的工作不局限于考古遗址的现场发掘，后续研究也是其重要职责。Inrap的每次考古发现最终都会向国际学界公布，此外，该机构还借助国际间学术研讨会、出版物等方式交流研究成果。Inrap亦与法国国内多所大学、法国国家科学研究中心以及国际组织有合作关系，并是欧洲考古委员会（Europeae Archeologiae Consilium）、欧洲考古学家协会的成员。

### 考古文化传播
根据2001年2月7日法案，Inrap负责“开发利用预防性考古取得的数据，向公众传播这些成果”。因此，该组织也负责考古文化传播、教育与推广工作。它为此组织了多种活动：
- 挖掘现场向公众开放，以传达亲近感。Inrap会向来访者分发宣传册，其中介绍了先前取得的考古进展。现场有考古学家引导来访者，并辅以动画技术向他们介绍考古学工作内容、知识和技术。
- Inrap负责的展览主题一般较为轻松愉快，这些展览有时被借与文化合作机构，用作考古相关活动或展览的一部分。
- Inrap出版物的受众是普通民众，包括成年人与儿童。
- Inrap亦组织国家性的大型文化与科学活动，例如科学节（法语：Fête de la science）[7]、博物馆之夜[8]、欧洲文化遗产日[9]等。
- 2010年，Inrap与德法公共电视台联合创建了法国国家考古日（法语：Journées nationales de l'archéologie）。自那时起，Inrap在法国文化部的指导下在全法境内组织考古日活动。法国国家考古日的目的是向普罗大众介绍考古学的使命、工作内容以及学科相关技术。[10]